# U73 (潜水艦・2代)
|          | |
| 基本情報 | |
| 建造所   | ブレーマー・ヴルカン造船所                                                                                          |
| 運用者   | ドイツ国防軍海軍 |
| 艦種     | 潜水艦 |
| 級名     | UボートVIIB型 |
| 艦歴     | |
| 起工     | 1939年11月5日 |
| 進水     | 1940年7月27日 |
| 就役     | 1940年9月30日 |
| その後   | 1943年12月16日に戦没                                                                                                |
| 性能諸元 | |
| 排水量   | 水上：753トン 水中：857トン                                                                                         |
| 全長     | 66.5m |
| 耐圧殻長 | 48.8m |
| 全幅     | 6.2m |
| 耐圧殻幅 | 4.7m |
| 吃水     | 4.74m |
| 速力     | 水上：17.9kt 水中：8kt                                                                                              |
| 航続距離 | 水上：10ktで8,700海里 水中：4ktで90海里                                                                             |
| 運用深度 | 220m |
| 燃料     | 重油：113.5トン |
| 乗員     | 士官4名と40～56名                                                                                                   |
| センサー | FuMO 61 Hohentwiel U                                                                                                |
| 兵装     | 53.3cm魚雷発射管 艦首4門 艦尾1門 魚雷(最大) 14発または TMA 機雷 26個 8.8cm SK C/35単装砲 1門 2cm C/30単装機関砲 1門 |

U-73はドイツ海軍がかつて運用したUボートVIIB型潜水艦。
1940年7月27日に進水し、同年9月30日に就役した。
U-73は、1941年初頭から1943年後半にかけて15回の哨戒航行を行い、8隻の船と4隻の軍艦を沈め、さらに3隻の商船にも損害を与た。
1943年12月16日に北アフリカ沿岸にて、2隻の米駆逐艦ウールゼイ（DD-437 Woolsey）とトリップ（DD-403 Trippe）によって撃沈された。 

## 艦歴

### 第1哨戒
U-73は、1941年2月8日に最初の哨戒のためヘルゴラントを出航した。北西のアイスランドに向かってフェロー諸島とシェトランド諸島間を通り、北海を航行した。1941年2月24日にアイスランドの南でウェインゲートを沈め、3月2日にフランスの大西洋岸ロリアンに入港した。

### 第2哨戒
U-73は、1941年4月3日にアイスランド近海にて3隻、さらに4月20日にロッコールの南西にて2隻の船を撃沈した。

### 第3、第4、第5哨戒
3回目から5回目の哨戒は大西洋で行われた。1941年5月26日、U-73はイギリスの駆逐艦から攻撃を受けていた戦艦ビスマルクを支援するように命じられた。5月26日の夜、戦闘中のビスマルクを発見したが、強風による影響でビスマルクを狙う駆逐艦を攻撃出来なかった。U-73はビスマルクの位置を報告したが、報告した位置は正確ではなかったと判明した。その後、U-73はフランスの港に帰投した。 

### 第6哨戒
1942年1月14日、6回目の哨戒でジブラルタル海峡を経由して地中海に入った。U-73の艦長ローゼンバウムは2月に駆逐艦を沈めたと主張したが、戦後の記録では撃沈を確認出来る証拠は残っていない。U-73は2月12日にイタリアのラ・スペツィアに入港した。

### 第7哨戒
U-73は1942年3月22日、リビアのデルナ北西約50海里にある第203飛行隊RAFのブリストルブレニムによる攻撃で損傷を負い、1942年3月26日にラ・スペツィアに戻った。ラ・スペツィアでは4か月間修理に費やされた。

### 第8哨戒
1942年8月11日、U-73はペデスタル作戦にてイギリス空母イーグル (HMS Eagle) を撃沈した。ローゼンバウムは騎士鉄十字章を授与され、黒海のUボート船団を指揮するために派遣された。

### 第9哨戒
ローゼンバウムの後、ホルスト・デッカートがU-73の艦長となった。U-73は、11月7日のトーチ作戦にて爆雷を受け損傷した。11月10日に戦艦ロドニーを狙い4発の魚雷を発射するが、攻撃は失敗に終わった。1942年11月14日に商船に損害を与え、帰還後は1943年6月まで修理を行った。

### 第10、第11哨戒
U-73は1942年12月5日の空爆で損傷し、港に戻ることを余儀なくされた。1943年1月1日に護送船団のアメリカ商船を沈めた。

### 第12哨戒
連合軍がハスキー作戦に備える中、U-73は1943年6月21日にオラン沖で1,600トンのイギリスの貨物船を沈め、1943年6月28日に8,300トンのイギリス海軍の給油艦に損害を与えた。

### 第13哨戒
13回目の哨戒は、シチリア島で行われた。U-73は1943年8月19日にメッシーナ海峡に到着した。

### 第14哨戒
U-73は1943年10月30日（哨戒終了直前）にトゥーロンの南東にてイギリスの潜水艦に攻撃されるが、魚雷は命中しなかった。

### 第15哨戒及び沈没
U-73は1943年12月16日にオラン沖で護送船団を発見し、アメリカの民間船を攻撃した。損傷した船が港に戻る際、アメリカ駆逐艦ウールゼイ、トリップ、エディソンがメルス・エル・ケビール沖でソナーによってUボートを発見した。乱流によりU-73のソナーは効力を失っており、U-73は3隻の駆逐艦に気づくことのないまま、18:39にウールゼイの爆雷が潜水艦の下で爆発した。爆雷により船首魚雷発射管の間およびディーゼルエンジン冷却装置の海水取り入れ弁から浸水、浸水量が排水ポンプの能力を超えたため、すべてのバラストタンクを開放しU-73は海面に浮上した。U-73は海上での銃撃戦の後に船尾から沈没し、34人の乗組員が22:10までに救助された。ウールゼイの乗組員のうち3人が機関銃の射撃で負傷し、Uボートの乗組員のうち16人が死亡した。 

## ウルフパック
U-73は5つのウルフパックに参加した。
- West（1941年5月31日～6月16日）
- Kurfürst（1941年6月16～20日）
- Grönland（1941年8月12～27日）
- Reissewolf（1941年10月21～31日）
- Wal（1942年11月10～15日）

## 戦果一覧
| 日付           | 船名/艦名                  | 国籍/所属    | トン数 | 結果 |
| 1941年3月24日  | Waynegate                  | イギリス     | 4,260  | 沈没 |
| 1941年4月3日   | Alderpool                  | イギリス     | 4,313  | 沈没 |
| 1941年4月3日   | British Viscount           | イギリス     | 6,875  | 沈没 |
| 1941年4月3日   | Indier'                    | ベルギー     | 5,409  | 沈没 |
| 1941年4月3日   | Westpool                   | イギリス     | 5,724  | 沈没 |
| 1941年4月20日  | エンパイア・エンデュランス | イギリス     | 8,570  | 沈没 |
| 1941年4月20日  | ML 1003*                   | イギリス海軍 | 46     | 沈没 |
| 1941年4月20日  | ML 1037*                   | イギリス海軍 | 46     | 沈没 |
| 1942年8月11日  | イーグル                   | イギリス海軍 | 22,600 | 沈没 |
| 1942年11月14日 | Lalande                    | イギリス     | 7,453  | 損傷 |
| 1943年1月1日   | Arthur Middleton           | アメリカ     | 7,176  | 沈没 |
| 1943年1月1日   | LCT-21**                   | アメリカ     | 255    | 沈没 |
| 1943年6月21日  | Brinkburn                  | イギリス     | 1,598  | 沈没 |
| 1943年6月27日  | アビーデール               | イギリス     | 8,299  | 損傷 |
| 1943年12月16日 | John S. Copley             | アメリカ     | 7,176  | 損傷 |

- * エンパイアエンデュランスによって曳航されていた
- ** アーサーミドルトンによって曳航されていた